# Formaela
Formaela (em grego:  Φορμαέλλα) é um queijo duro produzido exclusivamente em Arachova, região central da Grécia. É famoso em todo o país e foi registrado como produto com denominação de origem protegida desde 1996.
Formaela é produzido principalmente com leite de ovelha ou leite de cabra, com uma casca dura e consistente, com coloração amarela-clara, sem buracos. Seu sabor é particularmente pungente, e é usualmente consumido grelhado ou frito como saganaki. Sua composição química contém umidade máxima de 38% e um conteúdo mínimo de gorduras de 40%.